# Amphoe Si Sawat
Si Sawat (ศรีสวัสดิ์) est un district (Amphoe) dans la Province de Kanchanaburi, dans l'ouest de la Thaïlande.
Il est situé sur la Route nationale 3199 à environ 130 km au nord de Kanchanaburi. Il a beaucoup d'attractions naturelles : parcs nationaux comme celui d'Erawan , Chalem Rattanakosin (อุทยานแห่งชาติ เฉลิมรัตนโกสินทร์) et Khuen Srinagarinda (อุทยานแห่งชาติ เขื่อนศรีนครินทร์)... avec leurs cavernes et leurs chutes d’eau dont la cascade Huai Mae Khamin, ainsi que la digue et le barrage de Si Nakharin.

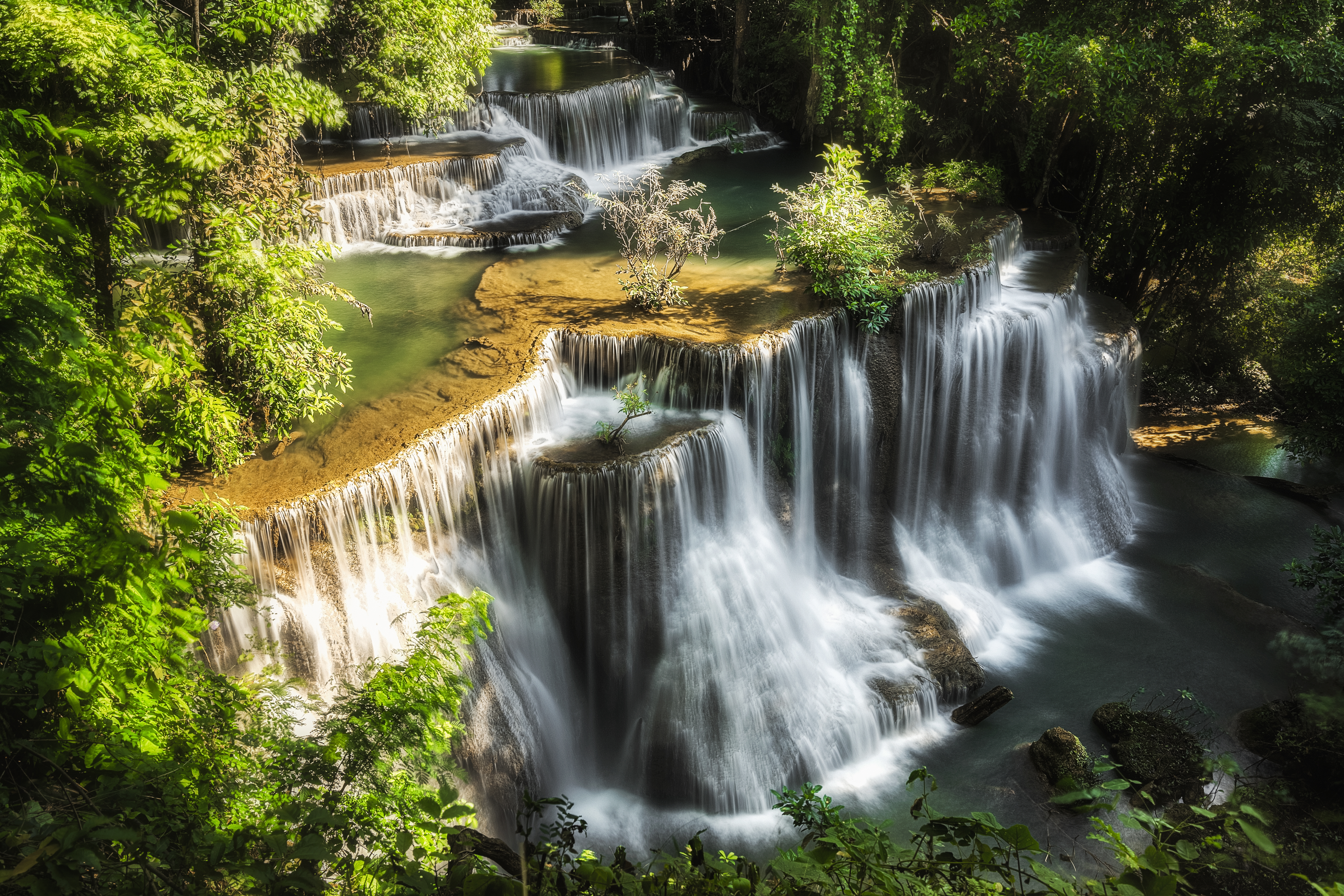
Cascade Huai Mae Khamin

Les voyages à quelques attractions ici sont quelquefois difficiles comme ailleurs : quelques attractions peuvent seulement être visitées en bateau ou par route dans la saison sèche.